# 布迪謝 (科羅普市鎮)
51°39′27″N 32°57′38″E / 51.65750°N 32.96056°E
布迪謝（羅馬化：Budyshche）是位於烏克蘭北部切爾尼希夫州諾夫霍羅德-錫韋爾斯基區的村莊，始建於1500年，面積2.76平方公里，海拔高度135米，2024年人口199，人口密度每平方公里136.69人。